# 三叔丁基铝
三叔丁基铝是一种有机铝化合物，化学式为C12H27Al，它在室温下为液体，相比其它烷基铝化合物，它在固态以单体而非二聚体的形式存在。它可由三氯化铝和叔丁基锂在戊烷或己烷中于35~50 °C反应制得。